# Rio Noxubee
O rio Noxubee é um afluente do rio Tombigbee, com aproximadamente 146 quilômetros de extensão, localizado na região centro-leste do Mississippi e centro-oeste do Alabama, nos Estados Unidos.
Por meio do rio Tombigbee, o rio Noxubee integra a bacia hidrográfica do rio Mobile, cujas águas deságuam no Golfo do México.

## Curso
O rio Noxubee tem sua nascente no lago Choctaw, situado na Floresta Nacional Tombigbee (condado de Choctaw, Mississippi). Seu percurso segue predominantemente em direção sudeste, atravessando os condados de Winston, Oktibbeha e Noxubee no estado do Mississippi, além do condado de Sumter no Alabama. 
O rio atravessa a área do Refúgio Nacional de Vida Selvagem de Noxubee e passa próximo à cidade de Macon. A sua foz ocorre no rio Tombigbee, entrando pela margem oeste, aproximadamente a 3 quilômetros a oeste de Gainesville, no Alabama.

## Etimologia
O nome Noxubee tem origem na língua choctaw, significando "feder" ou "cheirar mal".
De acordo com o Geographic Names Information System, o rio Noxubee também é conhecido pelos seguintes nomes:
- Rio Hachcha Osi
- Rio Hatch Oose
- Rio Hatcha
- Rio Hatchaoose
- Rio Hatche Oose
- Rio Hatchoose
- Rio Nooksabba
- Noxaby Creek
- Rio Noxiby
- Rio Noxshubby
- Rio Noxube
- Noxuby Creek
- Rio Oaknoxaby
- Rio Oaknoxubee
- Rio Ohanexubee
- Rio Oka Noxubee
- Rio Oka Onoxubba
- Rio Okanoxubee
- Rio Okenoxubbee
- Rio Okenoxubee
- Rio Olamoyubee
- Rio Ruisseau Nachebe Tchitou